# Jamal al-Jamal
Pour les articles homonymes, voir Jamal.
Jamal al-Jamal, né le 3 avril 1957 à Sabra et mort le 1er janvier 2014 à Prague, est un diplomate palestinien. Il est ambassadeur en République tchèque du 10 octobre 2013 à sa mort.
Son décès dans une explosion, le 1er janvier 2014, est attribué à un accident mais suscite des interrogations.  

## Biographie

### Jeunesse et carrière de diplomate
Jamal al-Jamal est né en 1957 à Sabra, quartier de Beyrouth, d'une famille originaire de Jaffa. En 1975, il rejoint le Fatah et devient ambassadeur-député en Bulgarie en 1979. En 1984, il devient diplomate à Prague et est à l'occasion ambassadeur. Entre 2005 et 2013, il occupe le poste de consul général à Alexandrie en Égypte. En octobre 2013, il est nommé ambassadeur en République tchèque dans la ville de Prague.

### Décès dans une explosion
Il meurt de ses blessures le 1er janvier 2014 à la suite d'une explosion à son domicile, dans son appartement diplomatique. La famille de l'ambassadeur, qui habite alors aussi dans l'appartement, n'est pas blessée sérieusement. Sa femme est cependant légèrement intoxiquée par la fumée et en état de choc.
L'explosion pourrait être liée à une mauvaise manipulation de la sécurité de son coffre-fort, un « système explosif placé sur la porte du coffre-fort ». La police ne retient pas la thèse d'une attaque terroriste. Selon le ministère palestinien des Affaires étrangères, l'explosion a eu lieu lorsque Jamal al-Jamal a tenté d'ouvrir un coffre reçu à son domicile du quartier de Troja. Le ministère annonce aussi l'envoi d'une « délégation de haut niveau » pour participer à l'enquête.
Cependant, sa fille affirme qu'il a été « délibérément tué » et est convaincue « que sa mort a été arrangée, et non accidentelle ». Des armes non enregistrées légalement sont découvertes lors des fouilles de la mission diplomatique palestinienne. De plus, le coffre, décrit initialement comme « plus utilisé depuis au moins vingt ans », était en réalité « utilisé presque quotidiennement pour y déposer de l'argent [...] utilisé pour les salaires du personnel de l'ambassade, pour acheter des choses pour les opérations quotidiennes » selon le porte-parole de l'ambassade. Un responsable du renseignements tchèque penche pour « agression de nature privée plutôt que politique ».